# Tamoya haplonema
Espèce
Synonymes
- Tamoya prismatica Haeckel, 1880[1]

Tamoya haplonema est une méduse appartenant à la famille des Tamoyidae.

## Description
Sa cloche mesure en moyenne 22 cm de long et les 4 tentacules à peu près autant lorsqu'ils sont contractés. L'estomac occupe environ 1/3 de la longueur de la cloche ; les organes reproducteurs se trouvent de chaque côté du sinus radial (équivalent des canaux radiaux des siphonophores). La cloche est transparente et les tentacules sont jaune laiteux.

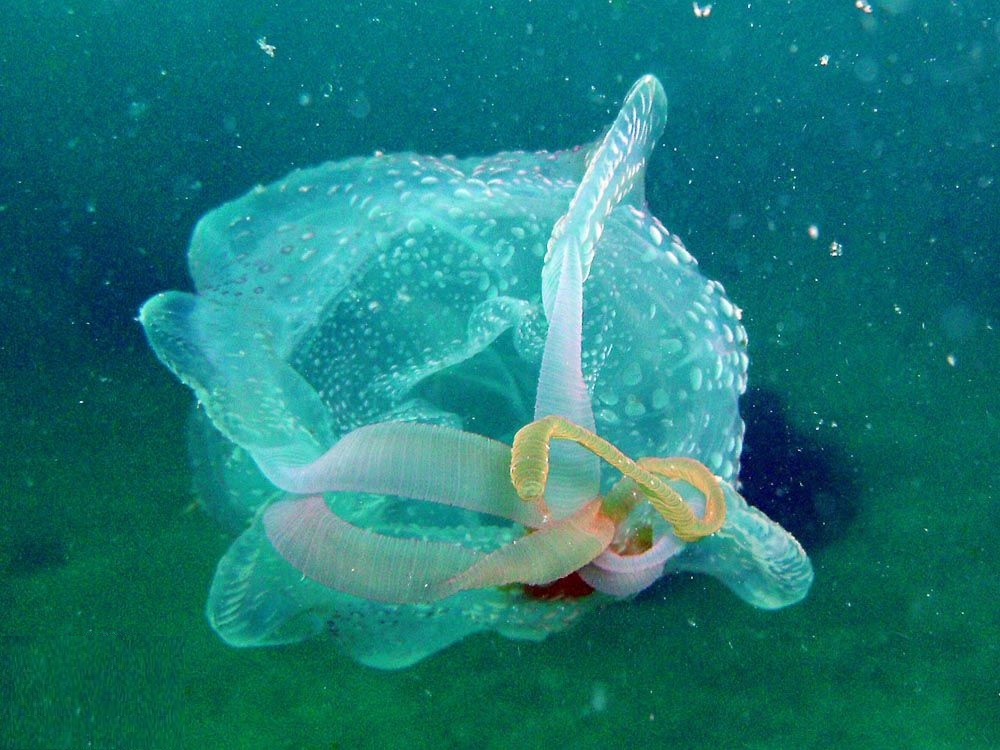
Tamoya haplonema, île de Ko Pha Ngan, Thaïlande

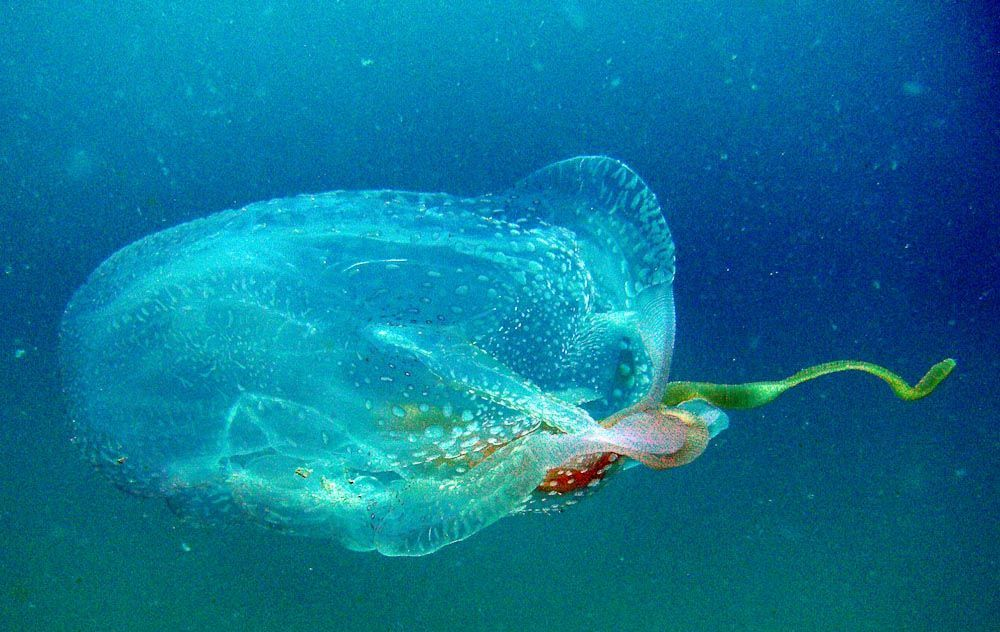
Tamoya haplonema, île de Ko Pha Ngan, Thaïlande

## Piqûre
Cette méduse peut produire des piqûres douloureuses mais pas mortelles.

## Publication originale
- Müller, 1859 : Zwei neue Quallen von Santa Catharina. Abhandlungen der Naturforschenden Gesellschaft zu Halle, vol. 5, p. 1–12